# 16K (Bildauflösung)
Mit 16K ist üblicherweise eine Rastergrafikschirmauflösung von ca. 16.000 Pixeln in der Länge gemeint. Die häufigste Auflösung hat die Abmessungen von 15360 × 8640 Pixeln. Dies sind genau viermal so viele Pixel wie bei 8K (jeweils doppelt so viele Pixel in jeder Dimension), das meist mit 7680 × 4320 Pixeln ausgewiesen wird. Die hier genannte 16K-Variante weist pro Frame 132,7104 Megapixel auf. Hiermit umfasst ein 16K-Frame 16-mal so viele Pixel wie ein 4K-Frame oder 64 mal mehr als ein 1080p-Frame.
Mit Stand 2017 sind Multi-Monitor-Setups in Verbindung mit AMD Eyefinity oder Nvidia Surround 16K-wiedergabefähig.

## Name
Eine Auflösung von etwa 16.000 Pixeln in der Länge kann als 16K bezeichnet werden. Alternative Bezeichnungen sind 8640p oder Quad Ultra High Definition (Television). Obwohl 15360 Pixel korrekt gerundet 15.000 und nicht 16.000 ergeben, hat man diesen Auflösungsstandard 16K statt 15K genannt, um anzudeuten, dass 16K in der Länge doppelt so viele Pixel hat wie 8K.

## Geschichte
AMD kündigte 2016 an, dass ihre Grafikkarten in naher Zukunft 16K-fähig sein sollen und eine Framerate von 240 Hz wiedergeben können. Diese sind Voraussetzungen für „echte Immersion“ in Virtual Reality.
Der YouTube-Kanal Linus Tech Tips veröffentlichte 2017 eine Videoserie, die sich mit der 16K-Wiedergabe von Computerspielen beschäftigt. Hierbei wurden 16 4K-Bildschirme zusammengeschaltet.
Der Filmemacher Martin Lisius aus den USA publizierte 2018 einen Zeitrafferfilm in 16K. Hierbei wurden zwei Canon EOS 5DS zusammengeschaltet und schossen jeweils zeitgleich eine Fotoserie. Diese Fotos der zwei Kameras wurden jeweils zu einem zusammengesetzt. Das finale Video wurde in 16K mit einem DAR von 2,76:1 produziert. Dies ist eines der ersten bekannten 16K-Videos, dessen Existenz belegt ist.
Im August 2018 hat Innolux auf der Touch Taiwan ein 100"-Displaymodul in 8640p mit einem Seitenverhältnis von 16:9 präsentiert.
Im Rahmen der NAB 2019 stellte Sony einen 16K-Bildschirm vor, der die Maße 19,5 × 5,5 m² aufweist. Dieser ist für den japanischen Markt bestimmt. Hierbei werden 576 gleich große Module mit jeweils 360² Pixeln im Verhältnis 4:1 angeordnet. Dies ergibt eine Gesamtauflösung von 17280 × 4320, also ca. 74,6 Megapixel.
Der DisplayPort-2.0-Standard wurde am 26. Juni 2019 durch die VESA offiziell verbreitet. Dieser Standard unterstützt die native Wiedergabe für 16K-Screens (15360 × 8640 Pixel), in maximal 30 Bits pro Pixel gemäß 4:4:4-RGB oder im YCbCr-Farbmodell in HDR bei 60 fps. Die Display Screen Compression wird hierbei zur Kompression der Datenrate eingesetzt.
2023 stellte der chinesische Elektronikhersteller BOE auf der Display-Week-Messe in Los Angeles einen Prototyp für ein Fernsehgerät mit einem 110 Zoll großen 16K-Display vor.

## Codierung von 16K-Inhalten
Um Codierungs- und Konvertierungsfehler zu vermeiden, müssen aktuelle Codecs benutzt werden, die 16K als Auflösung unterstützen. Beispiel ist hierbei das kostenpflichtige Versatile Video Coding. Gängige Bildformate wie JPG oder PNG unterstützen Maße von bis zu 65535 × 65535 Pixel (ca. 4,3 Gigapixel) und können somit 16K-Inhalte speichern und verarbeiten.

## Verbreitung

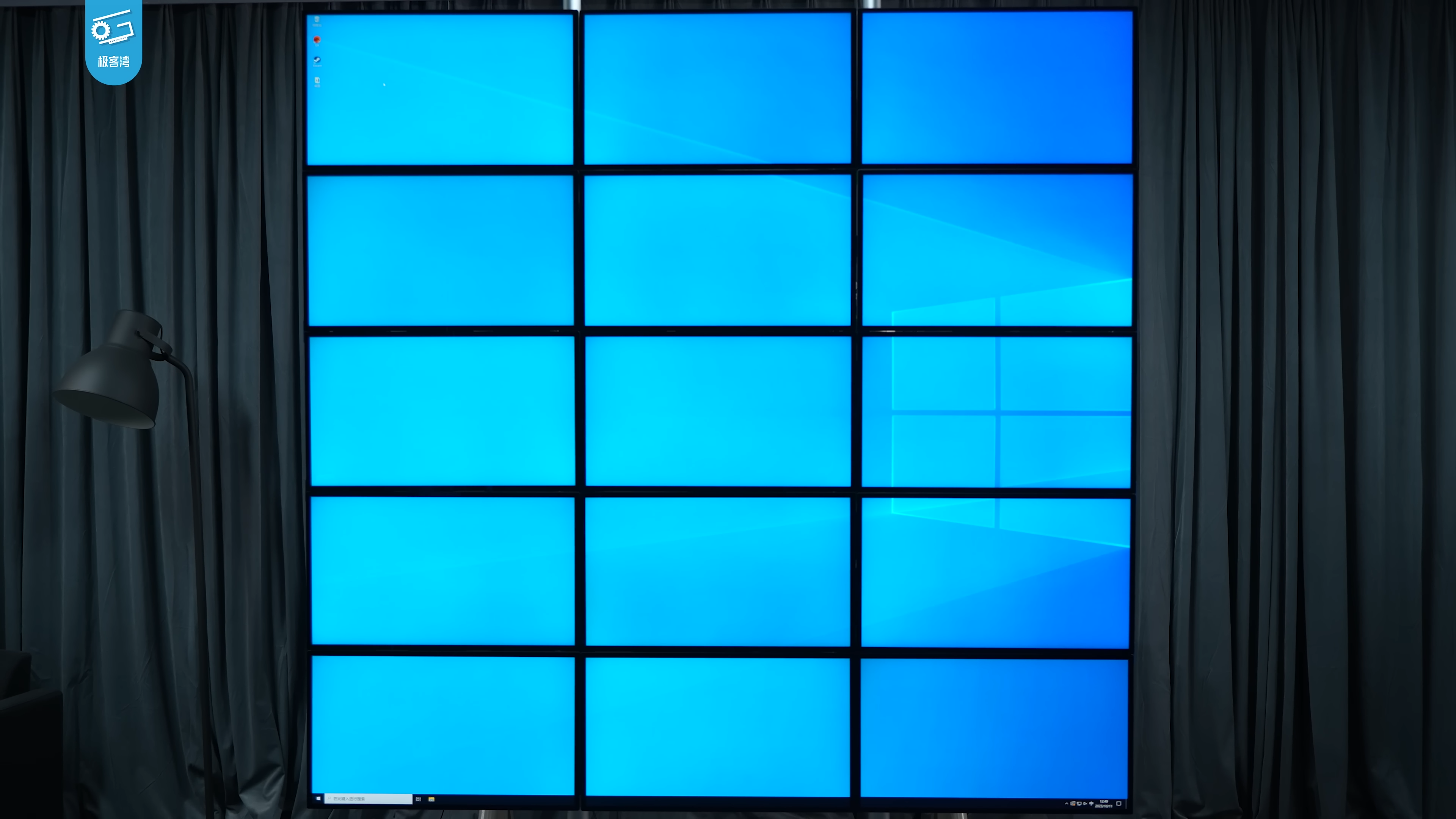
15360 × 14400 Pixel in einem Multi-Monitor-Setup. Dies geht nur mit bestimmten Grafikkarten, die ausreichend Displayausgänge unterstützen.

Aufgrund der Anforderungen an die Produktion und Wiedergabe von 16K-Inhalten ist das Angebot dieser im Jahr 2022 sehr gering.
Bei YouTube ist mit Stand Januar 2022 kein 16K-Support vorhanden; hochgeladene 16K-Videos werden in maximal 8K gerendert. Auch die Wiedergabe von Computerspielen in 16K ist nicht verbreitet, da entsprechende Hardware für PCs noch nicht leistungsfähig genug ist: Stand 2025 existiert keine Grafikkarte, die von dem jeweiligen Grafikkartenentwickler selbst oder der Fachpresse als 16K-fähig für moderne Spiele bezeichnet wird. Die 2025 erschienene GeForce RTX 5090 von Nvidia ist die derzeit leistungsstärkste Grafikkarte und wird, im Gegensatz zu ihren beiden Vorgängergrafikkarten RTX 4090 und RTX 3090, auf ihrer offiziellen Produktwebsite auch nicht mehr aktiv als 8K-Grafikkarte beworben, was zeigt, dass die Praktikabilität und Nachfrage selbst für 8K-Gaming trotz großer Fortschritte in der Leistungsfähigkeit und stetig steigendem Videospeicher sowie dem Aufkommen von Hochskalierungstechniken wie DLSS gering bleibt und sich die Gaming-Industrie weiterhin maximal auf 4K-Auflösung fokussiert.
Obwohl Wiedergabegeräte in 16K-Auflösung mit Stand Anfang der 2020er Jahre nicht für den Endkundenmarkt verfügbar sind, wodurch Anwendungen in besagter Auflösung nur mit Multi-Monitor-Konfigurationen dargestellt werden können, ist es mittels entsprechenden Bildskalierungseinstellungen in unterstützten Spielen wie beispielsweise Grand Theft Auto V möglich, diese in 16K-Auflösung nativ zu rendern.